# Three Souls in My Mind
Three Souls in my Mind (Inglés: Tres almas en mi mente, abreviado TSIMM o Three Souls) es un grupo de rock mexicano fundado en el año 1968. El mayor concierto del grupo fue en el Festival de Rock y Ruedas de Avándaro los días 11 y 12 de septiembre de 1971, cerrando el festival.

## Historia

### Primeros Años (1968 - 1971)
Al principio, TSIMM era grupo de cuatro piezas que tocaba canciones norteamericanas de Rock and roll y Blues. Carlos Hauptvogel, junto con Álex Lora formaron el grupo en la secundaria donde ambos estudiaban. Luego de tocar en fiestas privadas para juniors capitalinos, estrenaron sus primeras creaciones en español en el Festival Rock y Ruedas Avándaro de 1971, el llamado "Woodstock mexicano". 

### Experimentaciones Musicales (1972 - 1984)
En la ola de represión rockera posterior al festival de Avándaro, el grupo se acerca más a sus raíces urbanas y, Lora y Hauptvogel empiezan a escribir canciones que reflejan la vida cotidiana de la gente del Distrito Federal. Sus críticas abiertas contra la brutalidad policial y la corrupción política aseguran que sus temas no lleguen ni a la radio ni a la televisión. Sin embargo, logra una popularidad inmensa en México. Comúnmente se presentaban en lugares conocidos como "hoyos funkies" que eran lugares clandestinos donde los grupos iniciadores del Rock en México como Enigma, Dugs Dugs, Three Souls in my Mind realizaban sus conciertos. Enigma y Three Souls in my Mind alternaban generalmente las cabeceras de todos los carteles de conciertos de Rock clandestinos en los años 70.

### Separación
En 1984 el grupo se separa y tras una batalla jurídica, el baterista Carlos Hauptvogel se queda con los derechos del nombre "Three Souls in my Mind" y continúa hasta la fecha. Entonces Alejandro Lora forma su nuevo grupo llamándolo "El Tri.

## Música
Basados sólidamente en sus raíces en el rock y blues estadounidense e inglés, la integración de más músicos luego les permitiría incluir instrumentaciones de piano y de saxofón.  Posteriormente fueron influidos por el rock experimental, ácido, psicodelia, y blues duro. Como uno de los primeros y más exitosos grupos de rock mexicano, TSIMM ha sido bastante influyente en la creación de la industria roquera en México.

## Integrantes
- Alejandro Lora - voz - bajo
- Ernesto de León - guitarra
- Carlos Hauptvogel - batería
- Sergio Mancera - guitarra
- Ramón Galván  - bajo
- Ismael Maldonado " El Diablo del Rock"  - guitarra
- Alejandro Torke Ross - guitarra
- Carlos Bautista  - bajo
- Otros integrantes en los principios del "Three": Carlos Alcérreca, Rodolfo Ibáñez (sax), José Pampín, Memo Berea, Miguel Flores, Ramón Galván y Roberto Milchorena. Luego de la ruptura con Lora, estuvieron el propio Milchorena, César Roque, Alejandro Ramírez (fallecido), Rodrigo Montelongo, Alejandro Puente (fallecido), Justo Briones y Juan Hernández.

## Discografía
- Three Souls In My Mind (Colección Avándaro Vol. 1) (1970)
- Three Souls In My Mind II (1971)
- Oye Cantinero (1972)
- Three Souls In My Mind III (1973)
- Chavo de onda (1975)
- Es lo mejor (1976)
- La devaluación (1978)
- ¡Qué rico diablo...! (1979)
- El Blues del eje vial (1980)
- Bellas de noche (1980)
- D'Mentes (1981)
- Viejas rolas de Rock (1982)
- Renovación moral (1983)

Con Charlie al frente y sin Alex Lora
- 15 éxitos: Súper concierto (1986)
- Fuimos, somos y seremos (1987)
- Tres almas en mi mente (1988)
- Dos décadas (1988)
- 11 al 2000 (1989)
- Universo rareza (1989) Peerless

Álbumes en vivo
- En vivo desde el Reclusorio Oriente (1978)

Álbumes de recopilación
- 15 grandes éxitos (1982)

## Curiosidades
En realidad, el primer álbum se llamó únicamente Three Souls in My Mind, y posteriormente se hizo una reedición del mismo, cambiando algunas canciones, lo mismo que el segundo (la denominación de Colección Avándaro se le agregó cuando la disquera Denver los reeditó en los noventa). El tercero no se llamaba originalmente "Oye Cantinero", sino igualmente Three Souls in My Mind.
El álbum "La devaluación" no se llamaba originalmente así; en realidad se llamaba "No hay quinto malo", pero la disquera Cisne-Raff al darse cuenta de su error, ya que en realidad no era el quinto disco sino el sexto, le cambiaron el nombre al año siguiente.
- Datos: Q6146223